# Helter Skelter
"Helter Skelter" er en sang skrevet af Paul McCartney,, men krediteret til Lennon/McCartney og indspillet af The Beatles. Sangen er udgivet i 1968 på albummet The Beatles, også kendt som The White Album. Sangen er resultatet af Paul McCartneys ønske om at skabe en lyd så massiv og beskidt som overhovedet muligt. Sangen er rangeret som nr. 52 på Rolling Stone Magazines liste over de 100 bedste Beatles sange. 
"Helter Skelter" blev indspillet den 9. september 1968 i Abbey Road Studios. Udover versionen på The White Album er senere udgivet en række andre indspilninger af sangen med The Beatles, herunder en noget længere og langsommere udgave på Anthology 3.

## Paul McCartney live optrædener
Siden 2004 har Paul McCartnery optrådt med "Helter Skelter" på alle sine turnéer, første gang den 24. maj 2004 på '04 Summer Tour, under The 'US' Tour (2005), på Summer Live '09 (2009), Good Evening Europe Tour (2009), The Up and Coming Tour (2010/2011) og på On the Run Tour (2011). På turneerne er sangen som regel den næstsidste sang i sættet, efter "Yesterday" og før et medley med Beatles-sange fra Abbey Road indeholdende "The End". Ved en koncert den 12. december 2012 til fordel for ofrene for orkanen Sandy åbnede McCartney sættet med "Helter Skelter".
Paul McCartney optrådte med sangen live ved de 48. Grammy Awards den 8. februar 2006 ved Staples Center i Los Angeles. En indspilning af sangen optaget under Summer Live '09-tournéen er udgivet på albummet Good Evening New York City og blev ved de 53. Grammy Awards tildelt en Grammy for indspilningen.

## Medvirkende på The Beatles' indspilning
- Paul McCartney – vocal, lead guitar
- John Lennon – kor, seks strenget bas, diverse lydeffekter
- George Harrison – rytmeguitar, lydeffekter, kor
- Ringo Starr – trommer og afsluttende vokal råbende ("... got blisters on my fingers!")
- Mal Evans – trompet

## Cover versioner
"Helter Skelter" er indspillet af mange andre artister, herunder:
- Aerosmith indspillede i 1975 et cover af "Helter Skelter", der dog først blev udgivet i 1991, på Pandora's Box-opsamlingsalbummet.
- Siouxsie & the Banshees udgav sangen i 1978 på albummet The Scream og har tillige udgivet sangen på albummet fra 1983 Nocturne.
- I 1980 udgav Dianne Heatherington sangen på Heatherington Rocks, og udgav senere sangen på single.
- Pat Benatar har udgivet sangen i 1981 på albummet Precious Time.
- Mötley Crüe udgav sangen i 1983 på Shout at the Devil albummet
- I 1983 udgav The Bobs en a cappella version af sangen på albummet The Bobs. De blev nomineret til en Grammy fro det bedste arrangement af en aksisterende sang.
- Mari Hamada udgav sangen i 1985 på albummet Blue Revolution.
- U2 udgav sangen i 1988 som åbningstrack på livealbummet Rattle and Hum.
- Gillan udgav i 1989 et cover af "Helter Skelter" som et bonus track ved genudgivelsen af Magic.
- Vow Wow indspillede "Helter Skelter" i 1989 og gav titlen til deres album hvor på sangen blev udgivet.
- Oasis udgav i 1990 sangen som en B-side til "Go Let It Out" og "Who Feels Love?".
- Soundgarden udgav nummeret i live-udgave på albummet Live On I-5.
- Dana Fuchs udgav nummeret Beatles tributealbummet Across the Universe fra 2007 og i en live-udgave på albummet Live in NYC.